# Ho perduto mio marito
Pour plus de détails, voir Fiche technique et Distribution.
Ho perduto mio marito est un film italien réalisé par Enrico Guazzoni, sorti en 1939.

## Fiche technique
- Titre : Ho perduto mio marito
- Réalisation : Enrico Guazzoni
- Scénario : Gian Gaspare Napolitano
- Musique : Amedeo Escobar
- Photographie : Massimo Terzano
- Pays d'origine : Royaume d'Italie
- Format : Noir et blanc - 1,37:1 - Mono
- Genre : comédie
- Date de sortie : 1939

## Distribution
- Paola Borboni : Valentina
- Nino Besozzi : Conte Giuliano Arenzi
- Enrico Viarisio : Mattia
- Romolo Costa : Ing. Zanni
- Nicola Maldacea : Giuseppe
- Vittorina Benvenuti : Signorina Adele
- Vanna Vanni : Cecilia
- Gildo Bocci
- Lia Corelli